# Bosque de montaña

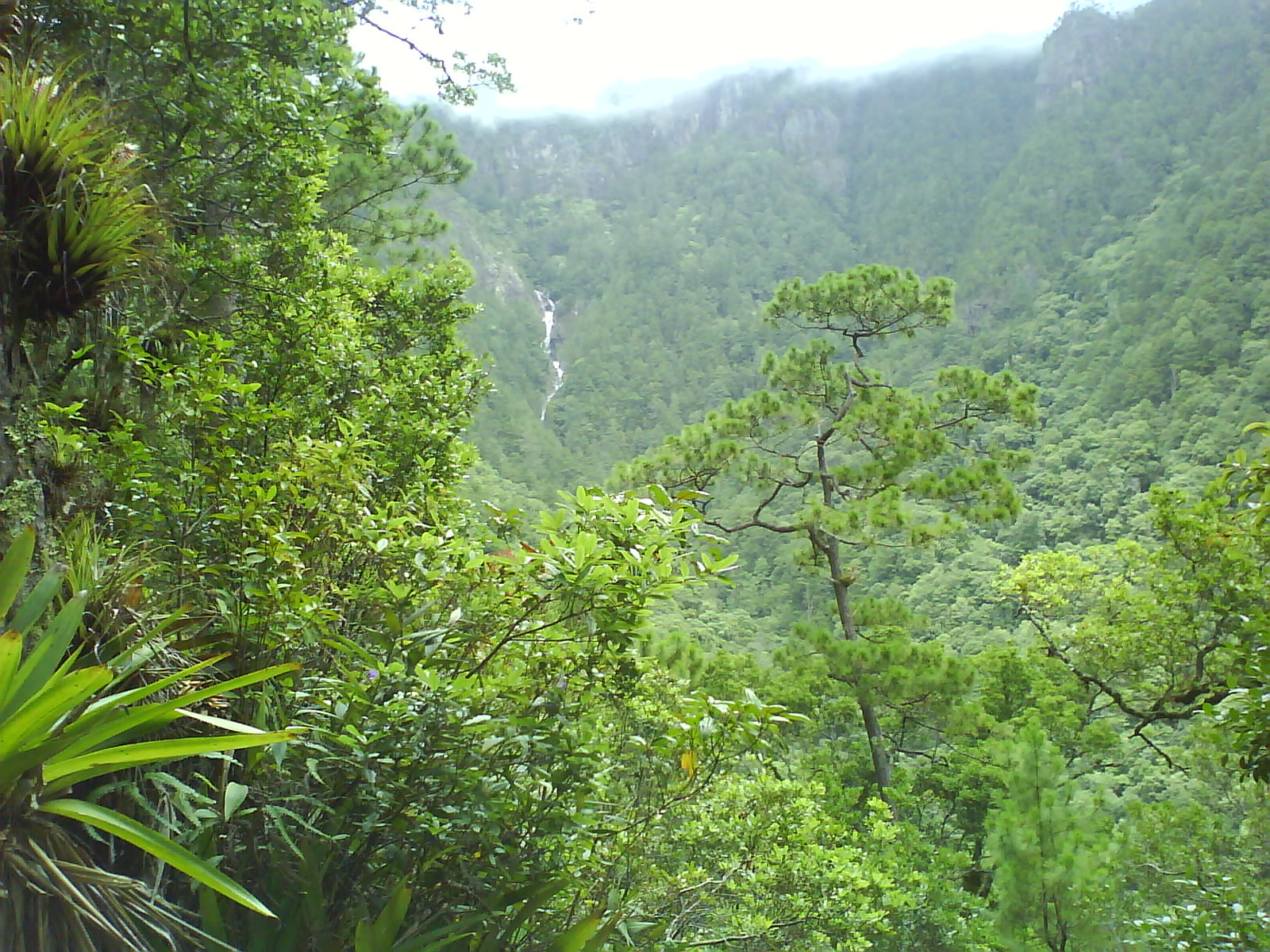
Selva de montaña del Parque nacional Celaque, Honduras.

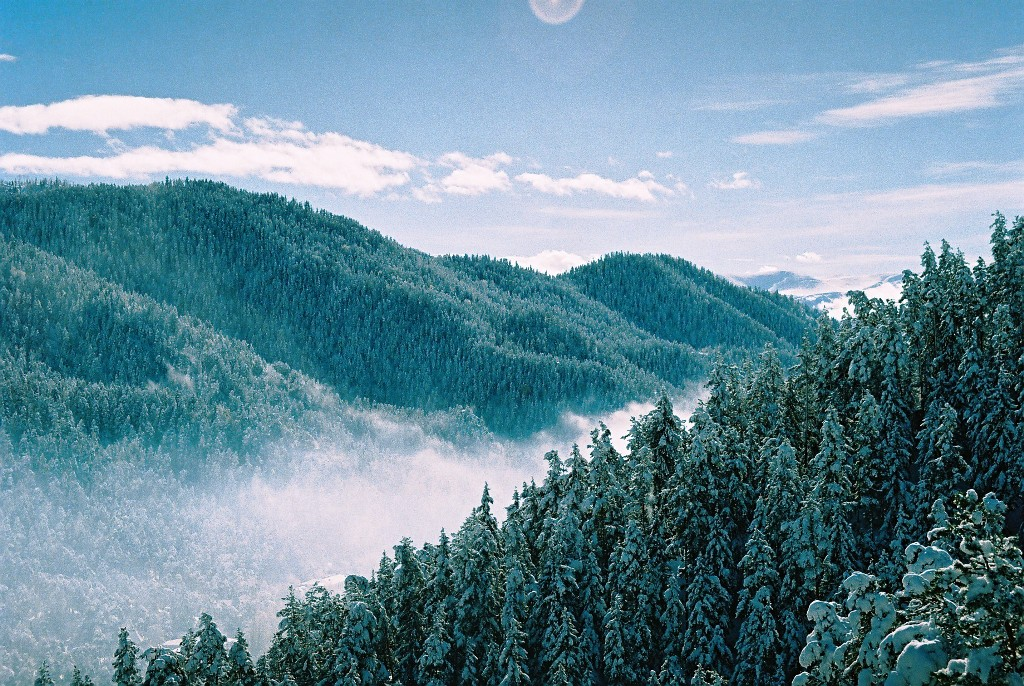
Bosque subalpino de coníferas de la Cordillera del Cáucaso Menor, en Georgia.

Bosque de montaña, o también bosque montano, es el bosque que se encuentra bajo la influencia del clima de montaña debido a su altitud. Es variable, en general cuanto mayor es la altitud, menor es la altura del dosel y menor es la temperatura.
A veces se le llama también bosque alpino, sin embargo, el término biogeográfico alpino se suele reservar para los ecosistemas más altos y fríos que son de clima alpino y que están por sobre la línea arbolada.
En las zonas templadas pueden encontrarse en diversas montañas, especialmente en la Cordillera norteamericana, al sur de Europa, el Himalaya y Japón. 
En la zona intertropical tienen mayor altura, llegando a los 4000 m s. n. m. y se encuentran especialmente en Hispanoamérica, África Oriental, Nueva Guinea y en todo el Sudeste Asiático.

## Características
En comparación a los bosques de tierras bajas, los bosques de montaña tienen progresivamente menos temperatura por el gradiente térmico y con mayor oscilación térmica; pero puede haber mayor humedad debido a dos factores, la menor temperatura ocasiona menos evaporación y la colisión con las nubes por su altura hace la aparición del bosque de neblina a determinadas alturas. Esta diferencia de humedad, da lugar a que existan bosques secos de tierras bajas que colinden con la selva húmeda montana (como al noroeste de Argentina) o que regiones de semidesierto presenten bosques de montaña aislados que han sido llamados islas del cielo (como en el suroeste de Estados Unidos). 
Los bosques de montaña tienen muchas especies endémicas debido al aislamiento parcial que dan los valles y montañas. Comparando con las planicies, los árboles son de menor altura, los animales también suelen ser menores por la menor presencia de árboles frutales y en general la deforestación es menor debido al menor aporte de madera y la dificultad de su conversión para la agricultura.

## Bosques de montaña de zonas templadas

### Pisos altitudinales

Pisos de vegetación de los Alpes. El tipo de bosque depende de su altitud y latitud.

En las zonas templadas de la Tierra, los bosques pueden alcanzar una altura de 2000 a 2500 m s. n. m. Hay tres tipos principales según su altitud, el bosque subalpino, bosque montano y el de colina.
- Bosque subalpino de coníferas: También llamado bosque altimontano o de alta montaña. Son bosques de coníferas que forman la parte más alta de las montañas; son de clima frío, con una temperatura promedio de 0 °C a 8 °C. Se presentan especialmente en el hemisferio norte y está compuesto de coníferas como pinos y abetos, y plantas menores.

- Bosque montano: Son principalmente bosques mixtos de coníferas y árboles caducifolios, de clima templado frío y con una temperatura promedio de 8 °C a 15 °C. Son regiones que han cedido paso a la agricultura y ganadería.

- Bosque de colina: También llamado bosque submontano. Son bosques templados de frondosas y mixtos o bosques mediterráneos, dependiendo del clima. Son bosques de baja altura y con temperaturas medias por encima de los 15 °C.

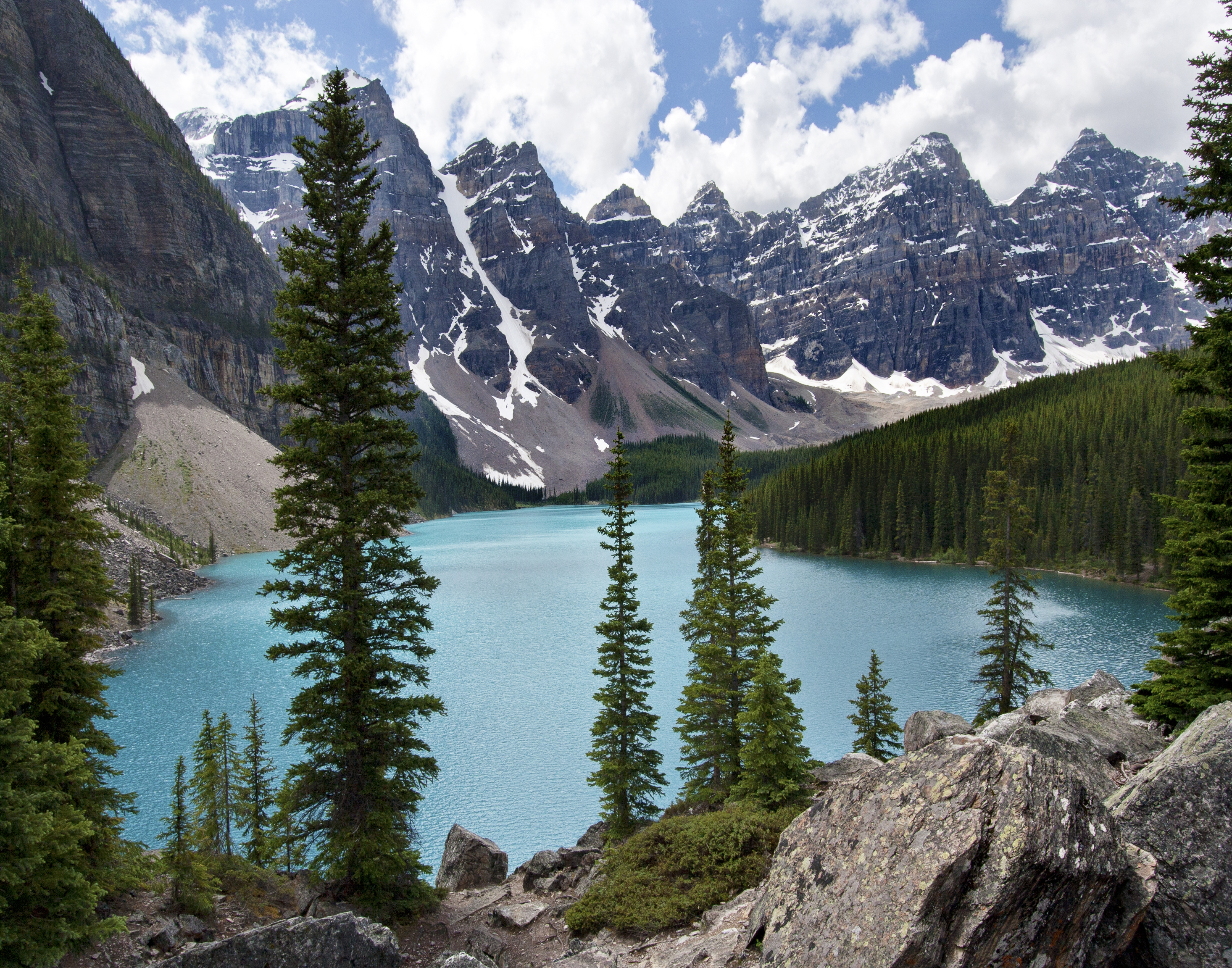
Bosque de las Montañas Rocosas de Canadá.

Las principales cordilleras boscosas y ecorregiones de bosques de montaña de las zonas templadas son los siguientes:

### América del Norte
- Bosques de las Montañas rocosas: El USGS identifica 10 zonas boscosas por debajo de la tundra alpina. Hacia el sur predominan los bosques de pino o mixtos de pino-encino, y en el norte más frío hay diversas coníferas.[4]
- Bosques de la cordillera de las Cascadas: Son bosques de coníferas al oeste de Norteamérica. Destacan la tsuga del Pacífico y el abeto de Douglas.
- Bosque de Sierra Nevada (California): Es un bosque de conífera que en su nivel montano destacan el pino contorta y el abeto rojo, y más arriba en el nivel subalpino el pino blanco.[5]
- Bosques de los Apalaches: Situado al este de Estados Unidos, presenta un bosque subalpino de coníferas de pícea roja y abeto de Fraser que alcanzan los 1700 m s. n. m. y bosques montanos muy diversos donde destacan encinos y pinos.
- Bosques de pino-encino de la Sierra Madre Oriental y Occidental: Grandes bosques mixtos mexicanos de pinos, encinas y oyamel.

### América del Sur
- Selva planaltense de araucarias: Bosque húmedo mixto subtropical al sur del Brasil, con predominio del pino Paraná y una altura entre 600 y 1800 m. s. n. m.
- Bosque andino patagónico: Propio de los Andes australes en Argentina y Chile. Son bosques mixtos y caducifolios de más de 800 m de altura dentro de la ecorregión bosque valdiviano. Sobresalen árboles como lenga, ñire, notro, y coníferas como la  araucaria y el ciprés de la Cordillera.

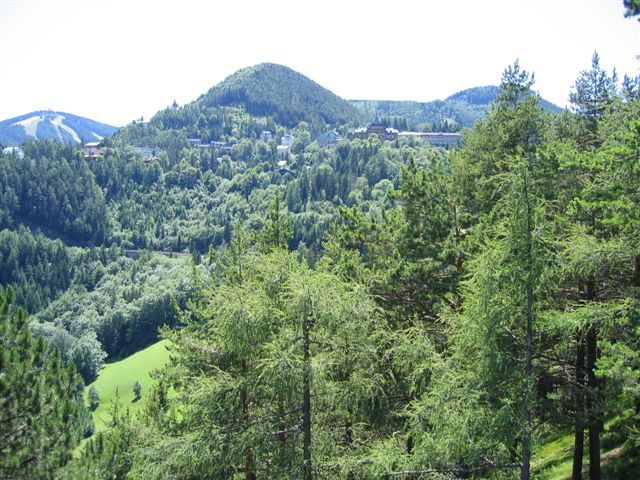
Bosque en los Alpes vieneses.

### Europa
- Bosque de los Pirineos

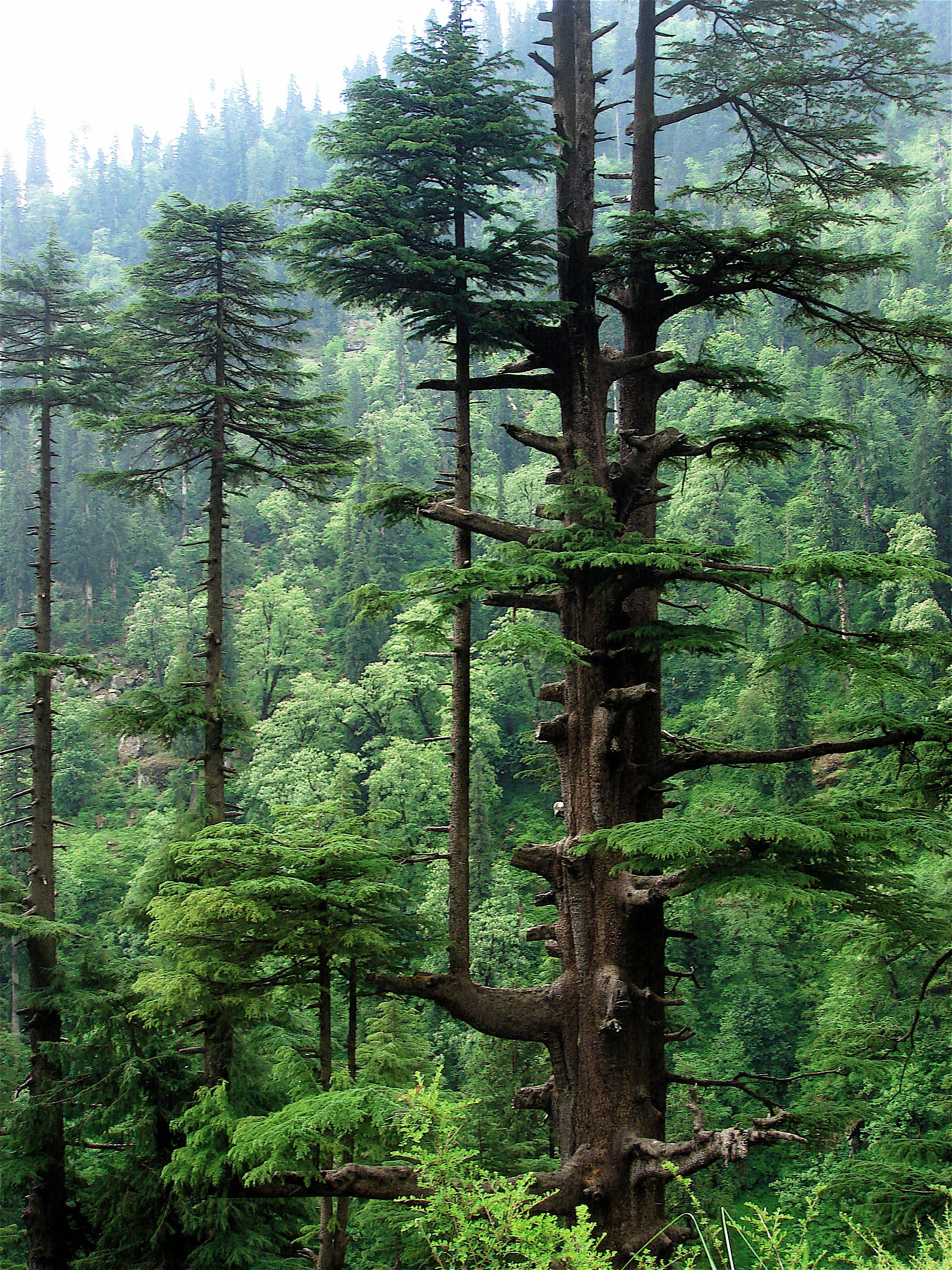
Cedro del Himalaya del bosque subalpino de coníferas del Himalaya.

- Bosque montano del noroeste de la península ibérica
- Bosque de los Alpes
- Bosques de los Apeninos, como el bosque montano caducifolio de los Apeninos y el bosque mixto montano de los Apeninos meridionales
- Bosque montano de Córcega
- Bosque montano de los Cárpatos
- Bosque mixto de los Alpes Dináricos
- Bosque mixto de los montes Ródope
- Bosque mixto de los montes Pindo
- Bosque de abedules de los Alpes escandinavos

### Euroasiáticos
- Bosque mixto del Cáucaso
- Bosque montano y tundra de los Urales

### Asia
- Bosque montano de Anatolia meridional
- Bosques de coníferas de las cordilleras de Altái y Sayán
- Bosques del Himalaya: Bosque de frondosas, subtropical de pino y subalpino de coníferas
- Bosques de las montañas Hengduan: Al sur de China
- Bosques de las montañas Changbai: En China y Corea del Norte
- Bosques del Japón: El Japón es un país de bosques. El 70% del territorio está cubierto por bosques monzónicos de colina y montaña.[6]

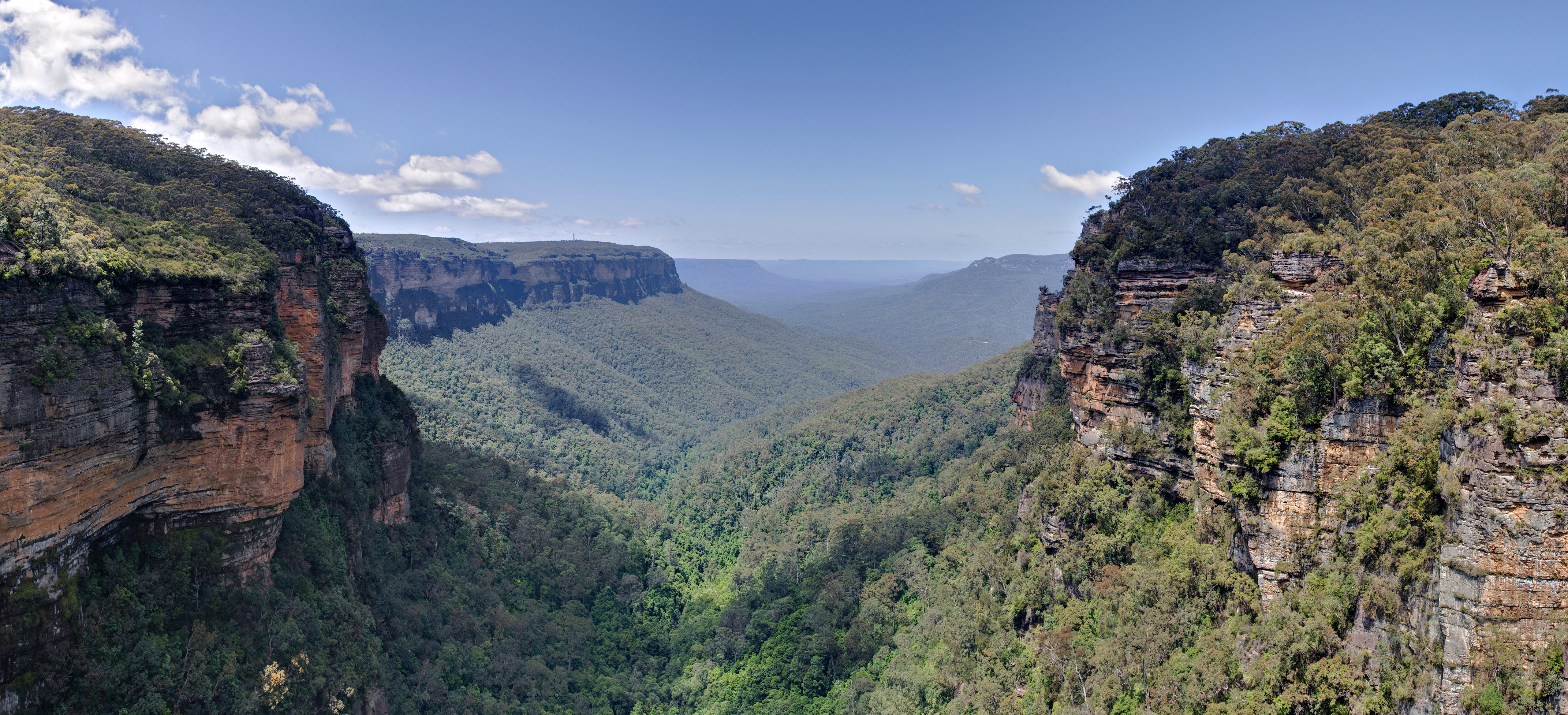
Bosque de las Montañas Azules (Gran Cordillera Divisoria de Australia).

- Bosque montano de Taiwán

### África
- Bosque montano norteafricano: Bosque templado mediterráneo mixto y de coníferas de la cordillera Atlas y el Rif.
- Bosque montano sudafricano: Bosques aislados subtropicales y templados de las montañas de Knysna y Amatola al sur de Sudáfrica.

### Oceanía
- Bosques de la Gran Cordillera Divisoria, al sudeste de Australia
- Bosque montano de Tasmania

## Bosques de montaña de la zona intertropical

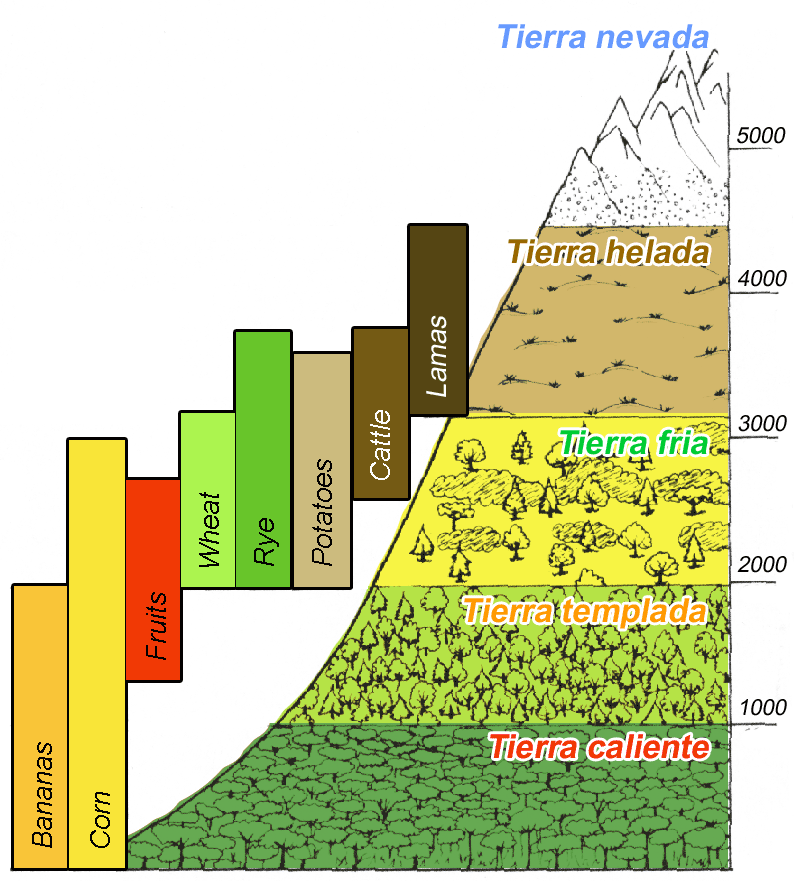
Pisos térmicos de los Andes.

Generalmente son lluviosos, por lo que también se denominan selvas de montaña. En la zona intertropical hay mayor variación climática que en las tierras bajas, con más rangos de temperatura, altura y diversificación de especies, con una variante del clima de montaña denominada clima tropical de altitud. Es frecuente la presencia de bosques de neblina a diferentes alturas, los cuales obtienen el agua principalmente de la humedad proveniente de las tierras bajas lluviosas.  Los árboles de los bosques de neblina tienen una mayor carga de epífitas, que prosperan con la abundante humedad, con una alta densidad de musgo y orquídeas. Según su humedad se clasifican como selvas lluviosas o como bosques secos.

### Pisos altitudinales
- Bosque altimontano: También llamado bosque montano alto, subalpino, de tierra fría, altoandino, monte chico o bosque enano. Se caracteriza por tener un dosel abierto, es decir, es un mozaico o ecotono entre el bosque montano de porte bajo y la pradera y matorral de montaña. Tiene una temperatura media de 6 a 12 °C, pudiendo extenderse de 0 a 15 °C; y una altura entre los 2000-2500 m hasta los 3000 m de altura, llegando a veces hasta 4500 cuando se presenta el bosque de queñua.

- Bosque montano:  También llamado bosque de tierra templada o montano bajo. Dominan los bosques y selvas de altura. Presentan una temperatura media de 14 a 20 °C y una altitud variable de 1000-1500 hasta 2000-2500 m aproximadamente.

- Bosque premontano: También llamado bosque montano bajo, de tierra caliente, de colina, subandino o premontano. Si es lluvioso también se le llama selva montana. Es un bosque que rivaliza en biodiversidad con los bosques de tierras bajas, tienen un clima tropical o subtropical, con una temperatura media mayor a los 18 °C y una altitud que va desde 300-700 m hasta los 1000-1500 m.

Entre las principales cordilleras boscosas y ecorregiones de bosques de montaña de la zona intertropical están:

### América

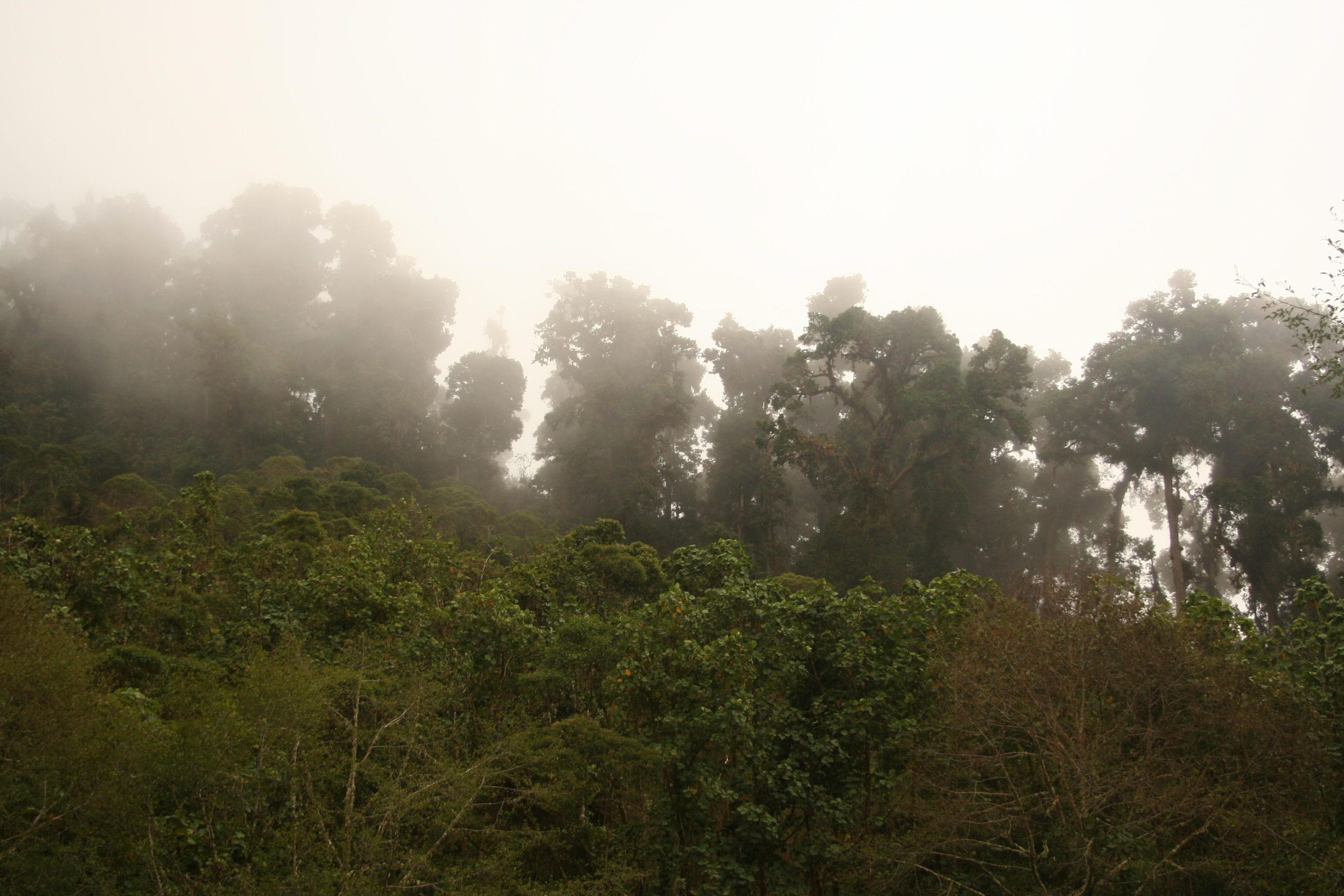
Bosques montanos de Talamanca, en Costa Rica y Panamá.

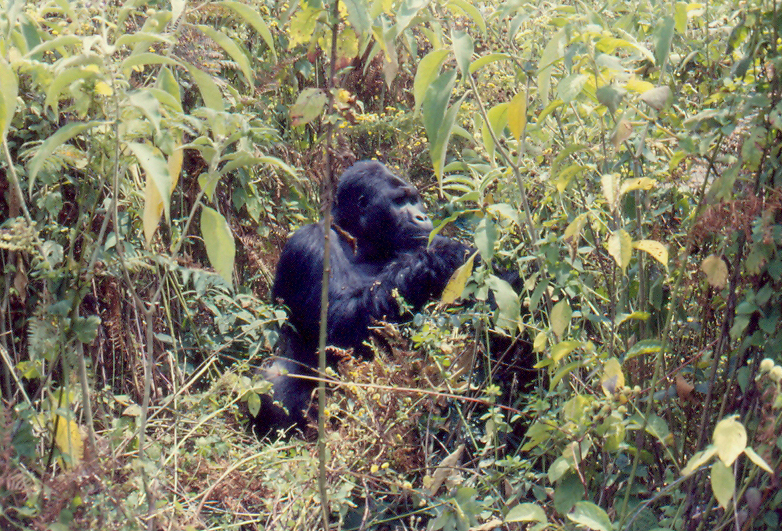
Gorila de montaña en las montañas Virunga (falla Albertina).

- Bosques de montaña del sur de México: En el Eje Neovolcánico y Sierra Madre del Sur se presentan bosques secos mexicanos (premontanos) y bosques madrenses de pino-encino (montano mixto y altimontano de pinos).
- Bosques centroamericanos de la Sierra Madre de Chiapas: Formados por los bosques de pino-encino de América Central entre los 600 y 1800 m, y por los bosques montanos de América Central entre los 1800 y 4000 m de altura.
- Bosques montanos de Talamanca: Selva montana de Costa Rica y el oeste de Panamá.
- Bosque andino del norte: Bosque montano andino de Colombia, Ecuador, Perú y Venezuela, entre los 1000 y 3000 m. s. n. m. Lluvioso y neblinoso.
- Bosques montanos de la Cordillera de la Costa de Venezuela.
- Yungas: En los Andes centrales, selva de montaña de Perú, Bolivia y Argentina.

### África
- Selva montana de Etiopía
- Selva de la cordillera de Camerún
- Selva montana guineana
- Selva montana de África oriental
- Selva montana de la falla Albertina: Entre el Congo y África Oriental

### Asia

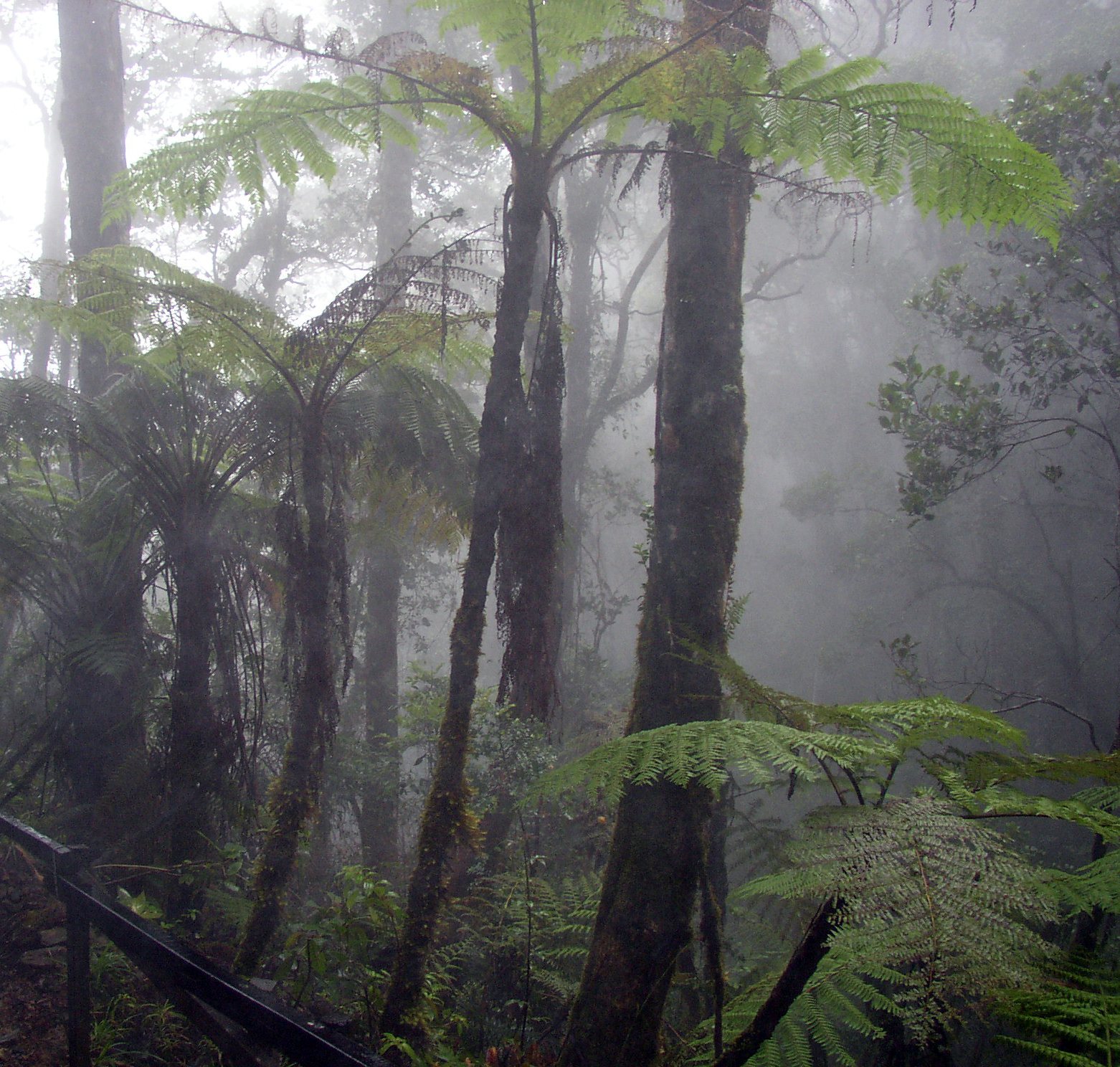
Bosque nuboso del monte Kinabalu en Borneo (Indonesia).

- Selva montana y bosque caducifolio premontano de los Ghats occidentales (India)
- Selva montana Kayah-Karen en Indochina
- Selva montana de la cordillera Annamita en Indochina
- Bosques subtropicales del norte de Indochina[7]
- Selva montana y bosque de pino de Filipinas
- Selva montana de la península de Malaca
- Selva montana y bosques de pino de Sumatra
- Selva montana de Borneo
- Selva montana de Célebes
- Selva montana de Java y Bali
- Bosques secos de montaña de las islas menores de la Sonda

### Oceanía
- Selva montana de Vogelkop, en las montañas Arfak de Papúa Occidental (Indonesia)
- Selva montana de la Cordillera Central, en Nueva Guinea
- Selva montana de Nueva Bretaña y Nueva Irlanda (Papúa Nueva Guinea)